# نير الثريا

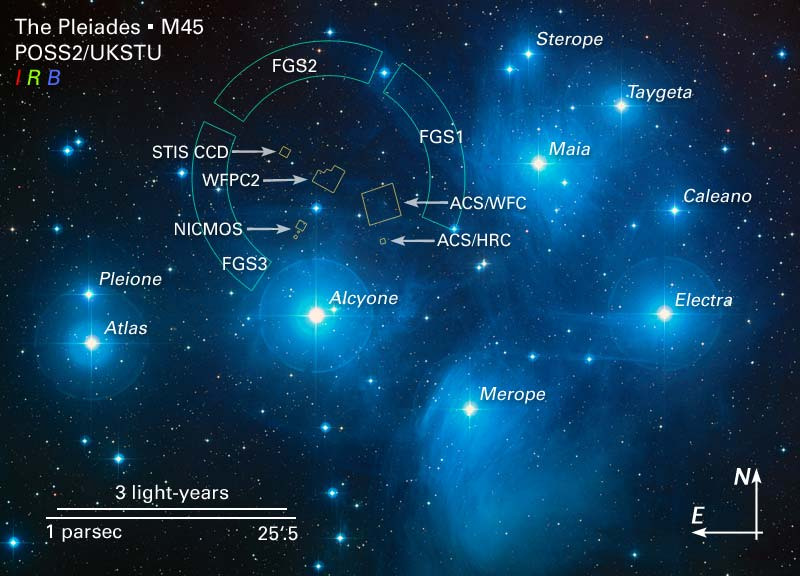
أسماء نجوم الثريا.

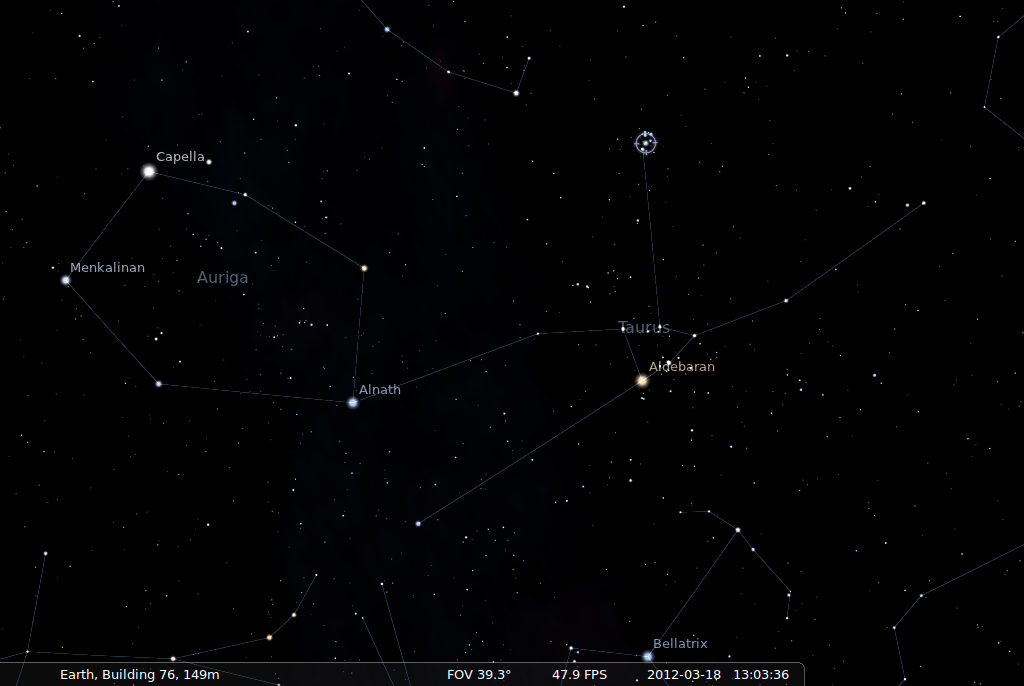
موقع الثريا في كوكبة الثور.

نَيِّر الثريا أو وَسْط الثريا أو عَقْد الثريا (بالإنجليزية: Alcyone)‏ أو إيتا الثور هو ألمع نجوم عنقود الثريا والوحيد منها الذي يملك اسم باير، وإضافة إلى ذلك فهو ثالث ألمع نجوم كوكبة الثور. يبعد عن الأرض 440 سنة ضوئية (135 ف.ف)، ويبلغ قدره الظاهري +2.85، وقدره المطلق -2.41 وتبلغ كتلته 6 كتلة شمسية ويبلغ قطره 8 مرات أكبر من قطر الشمس، وتبلغ درجة حرارة سطحه 13.000 كلفن (بالمقارنة بالشمس فدرجة حرارة سطحها تبلغ 5780 كلفن). تبلغ شدة ضيائه نحو 2.400 مرة ضياء الشمس.
الاسم الإنجليزي هو اسم ابنة أطلس في الميثولوجيا الإغريقية. نير الثريا نجم متعدد، والنجم الرئيسي في نظامه النجمي، نير الثريا A، هو نجم ثنائي، يتشكل من نجمين عملاقين من تصنيف نجمي B . تفصلهما مسافة تقارب بُعد كوكب المشتري عن الشمس (وهذه المسافة هي ظاهرياً 0.031 ثانية قوسية). الدوران المحوري السريع لنجم نير الثريا A (والذي تبلغ سرعته 200 كم/ث، أسرع بـ100 مرة من سرعة دوران الشمس حول محورها). وبسبب تلك السرعة الهائلة وكبر النجم تتسرب كميات كبيرة من غاز النجم عند خط استوائه مشكّلةً قُرصاً حوله. هذا القرص أكثر كثافة من الأقراص المشابهة التي تتشكل عادة حول مثل هذه النجوم.

## نظامه النجمي
نير الثريا A هو نجم ثنائي يدوران حول بعضهما ويحدث لهما كسوف كما يشاهدان من الأرض. تفصل بين النجمين مسافة 031و0 ثانية قوسية وهي تعادل المسفة بين كوكب المشتري والشمس.
توجد ثلاثة نجوم تدور حول النجم الثنائي «نير الثريا A»، اثنان منهم هما «نير الثريا B» و«نير الثريا C»، وكلاهما ذو لون أبيض ومن قدر ظاهري 8 وتصنيف نجمي A وهما من نجوم النسق الأساسي. وتفصل كلاً منهما عن نير الثريا A مسافة ظاهرية تعادل 117 وبالتالي 180 ثانية قوسية. «نير الثريا C» هو «متغير قيفاوي قزم» يتغيّر لمعانه من +8.25 إلى +8.30 كل مدة 1.13 ساعة. أما النجم الثالث «نير الثريا D» فهو نجم أصفر-أبيض من نجوم التسلسل الأساسي من تصنيف نجمي "F"، ويبلغ قدره الظاهري +8.7، وتفصله ظاهرياً مسافة 191 ثانية قوسية عن نير الثريا A.